# Apneia

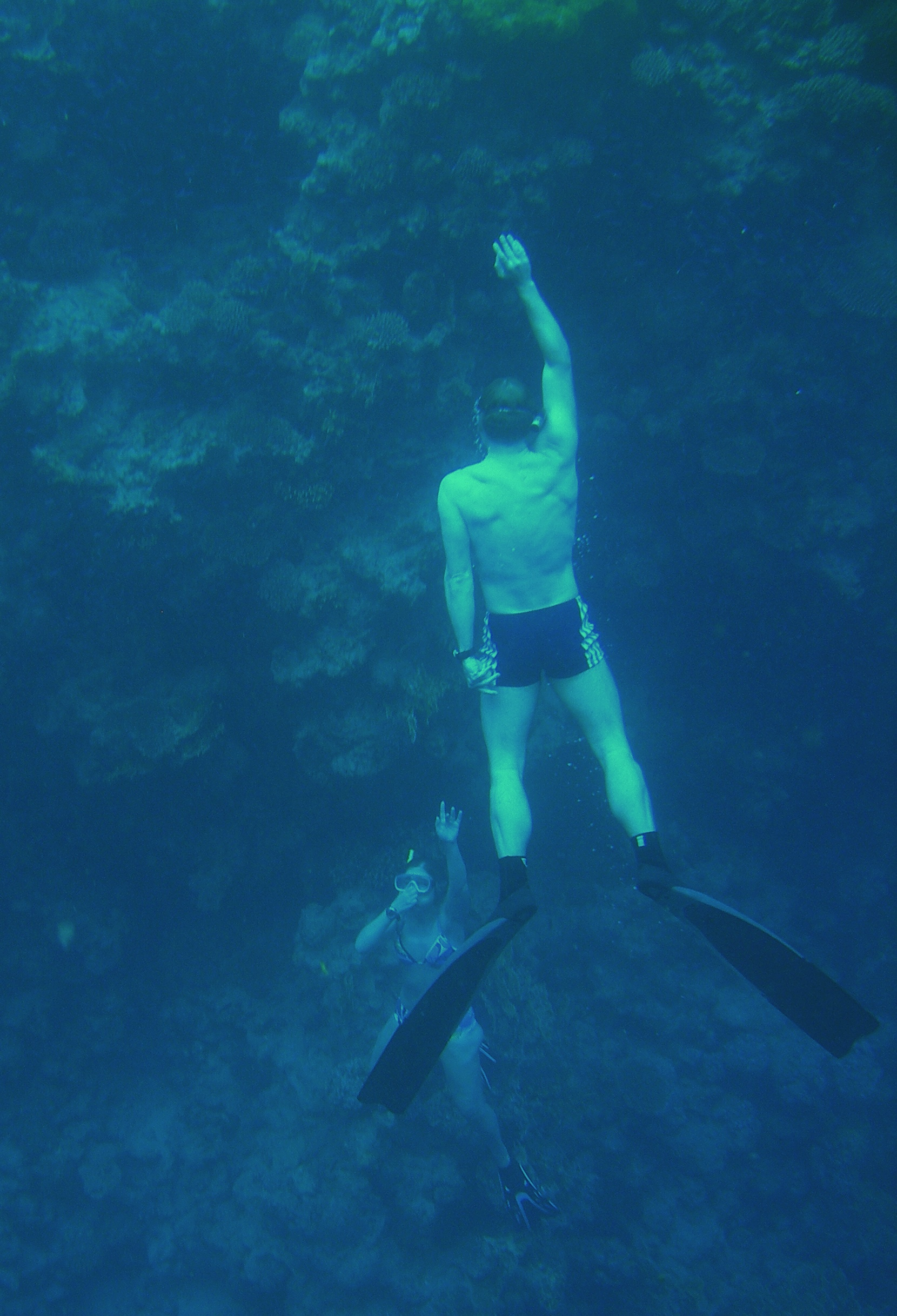
Mergulho de Apneia na Peninsula do Sinai

Apneia (do em grego:  ἄπνοια, a = prefixo de negação e pneia = respirar) designa a suspensão voluntária ou involuntária da ventilação, ou a interrupção da comunicação do ar atmosférico com as vias aéreas inferiores e pulmões.
Uma vez que a respiração em nível celular continua ocorrendo enquanto houver oferta de oxigênio suficiente nos pulmões, mesmo sem o contato com o ar atmosférico, os seres pulmonados podem sobreviver em apneia durante alguns minutos. Algumas baleias podem permanecer em apneia por mais de 90 minutos, enquanto que os seres humanos, em média, suportam cerca de 2 minutos. Alguns atletas especialistas conseguem ultrapassar os 5 minutos, mantendo a lucidez.
O mergulho em apneia ou mergulho livre é um esporte que abrange diversas modalidades, as quais consistem basicamente em o atleta permanecer o maior tempo submerso ou percorrer a maior distância ou profundidade sob a água e sem o auxílio de equipamentos para a respiração, ou seja, apenas com a reserva de ar de seus pulmões. Pode ser praticado em piscinas, rios, lagos ou no mar.
Atualmente o recorde mundial de apneia estática pertence ao Croata Budimir Šobat, que em 27 de Março de 2021 se tornou o ser humano com o maior tempo de apneia, com 24 minutos e 37 segundos sem respirar, tendo seu recorde reconhecido pelo Guinness World Records.